# Quinze variations sur un même thème
Quinze variations sur un même thème (quinze variacions d'un mateix tema) són 15 obres de Max Bill, 15 litografíes sobre paper Bristol de 32 x 30,5 cm confeccionades entre 1935 i 1938.
Cadascuna de les 15 variacions pren com a punt de partida el moviment al qual una forma geomètrica és sotmesa. Encara que la geometria es podria considerar el punt de partida de les obres, no hi ha cap criteri matemàtic en aquestes obres. Aquestes variacions són un joc de colors, sense mesclar temes, amb un propòsit purament constructiu.
El tema és un desenvolupament continu, que passa d'un triangle equilàter a un octògon, és a dir, cada figura queda integrada amb la següent figura. Com a resultat de la barreja de tota mena de polígons, dona una mena d'espiral amb diversos angles, formes i obertures.
El conjunt es considera una obra d'art concret (o 15 obres d'art concret).

### Variacions

#### Variació 1
Tots els polígons equilàters-equiangles del tema estan tancats provocant que totes les línies que delimiten les figures són visibles. Cada figura constitueix el lateral de la següent figura. Les superfícies es diferencien molt bé ja que s'han ressaltat en colors. Aquestes superfícies estan dotades d'una forma diferent a causa que el polígon més gran li lleva superfície al menor.

#### Variació 2
Aquest tema està format a base d'una línia molt marcada amb circumferències de la mateixa mida. Les línies centrals són les rectes del tema, el joc de circumferències i línies es ve tallat per 6 semicercles més marcats que interrompen el desenvolupament del triangle a l'octògon.

#### Variació 3
Els punts en aquesta variació corresponen als angles de la variació 1, també tenen correlació els punts en els quals són de dos colors, que coincideixen en els llocs en els quals s’uneixen i es separen els costats dels polígons. Els colors han estat organitzats com a la variació 1.

#### Variació 4
Les estrelles estan creades mitjançant la unió dels vèrtexs de cada figura geomètrica i unint unes en altres mitjançant un dels extrems de les estreles formades.

#### Variació 5
Les circumferències circumscrites als polígons estan connectades pels costats en comú entre els polígons eliminats pel tema, però amb un lateral de cada figura marcat.

#### Variació 6
Ací el tema es torna a utilitzar amb semicercles que van units pels vèrtexs de les figures canviant el sentit del semicercle, un semicercle sempre està en el sentit oposat als contigus. El resultat és una figura amb molt de moviment, canviant de color depenent d'amb quina figura té relació el semicercle.

#### Variació 7
Les circumferències estan relacionades amb els polígons, dues línies en espiral que cadascuna va al contrari de l'altra. La línia grisa està reforçada amb els vèrtexs de les figures del tema, i la negra l'acompanya. Aquestes espirals acompanyen a tots els polígons, des del triangle fins a l'octògon.

#### Variació 8
Les circumferències circumscrites a les figures geomètriques formen circumferències que apareixen amb el color relacionat amb el seu polígon (color de la variació 1). Les parts de les circumferències que se superposarien es mantenen en blanc.

#### Variació 9
Estan les circumferències relacionades amb els polígons com s'ha vist en la variació 8 i la 5. Els punts grans que es troben al perímetre de les circumferències estan relacionats amb els vèrtex de les figures i els menuts estan relacionats amb els punts on es creuen les diferents circumferències.

#### Variació 10
A partir de les circumferències circumscrites a les figures sorgeixen diversos anells circulars, en els quals les parts que se solapen entre si els cercles son blanques i les que no grises.

#### Variació 11
Com en la variació 4, els polígons estan units pels seus vèrtexs. Les puntes situades en els vèrtexs són negres i condueixen al centre, en un constant contrast entre blanc i negre, i als punts centrals. Cada vegada que les superfícies corresponents apareixen estan en els respectius colors dels polígons.

#### Variació 12
Les circumferències circumscrites i inscrites fan que els anells circulars a la variació resulten dels anells dels colors assignats i aquelles que es solapen contrasten amb el negre.

#### Variació 13
Les circumferències inscrites dels polígons es toquen en un punt en cada cas i les superfícies s'alternen entre gris i blanc sobre fons negre.

#### Variació 14
Les siluetes o bordes de les figures que apareixen en la variació 1 tornen a aparéixer però en color. Amb aquesta, també apareixen la mena d'estreles de la variació 4.

#### Variació 15
A partir de les circumferències inscrites sorgeix una espiral composta per anells circulars, la grossor d'aquesta és igual a tota l'espiral, des del centre fins a l'exterior. Els diversos fragments d'anells circulars estan units mitjançant línies pels seus punts centrals.